# Condado de Gilliam
O Condado de Gilliam é um dos 36 condados no estado norte-americano do Oregon. Segundo o censo de 2020, a população era de 1.995, tornando-o o terceiro condado menos populoso do Oregon. A sede do condado é Condon. O condado foi estabelecido em 1885 e recebeu o nome de Cornelius Gilliam, um coronel que comandou as forças do governo provisório do Oregon após o Massacre Whitman.